# Суплаку-де-Баркеу (комуна)
Суплаку-де-Баркеу (рум. Suplacu de Barcău) — комуна у повіті Біхор в Румунії. До складу комуни входять такі села (дані про населення за 2002 рік):
- Борумлака (944 особи)
- Валя-Черулуй (444 особи)
- Вилчелеле (267 осіб)
- Доля (189 осіб)
- Суплаку-де-Баркеу (2557 осіб) — адміністративний центр комуни
- Фоглаш (209 осіб)

Комуна розташована на відстані 417 км на північний захід від Бухареста, 50 км на північний схід від Ораді, 96 км на північний захід від Клуж-Напоки.

## Населення
За даними перепису населення 2002 року у комуні проживали 4610 осіб.
Національний склад населення комуни:
| Національність   | Кількість осіб | Відсоток |
| ---------------- | -------------- | -------- |
| румуни           | 1587           | 34,4%    |
| угорці           | 1578           | 34,2%    |
| словаки          | 934            | 20,3%    |
| цигани           | 506            | 11,0%    |
| росіяни-липовани | 3              | 0,1%     |
| німці            | 1              | < 0,1%   |
| євреї            | 1              | < 0,1%   |

Рідною мовою назвали:
| Мова      | Кількість осіб | Відсоток |
| --------- | -------------- | -------- |
| румунська | 1941           | 42,1%    |
| угорська  | 1567           | 34,0%    |
| словацька | 932            | 20,2%    |
| циганська | 168            | 3,6%     |
| російська | 2              | < 0,1%   |

Склад населення комуни за віросповіданням:
| Релігія                             | Кількість осіб | Відсоток |
| ----------------------------------- | -------------- | -------- |
| православні                         | 1692           | 36,7%    |
| римо-католики                       | 1502           | 32,6%    |
| реформати                           | 1051           | 22,8%    |
| греко-католики                      | 146            | 3,2%     |
| баптисти                            | 114            | 2,5%     |
| п'ятдесятники                       | 72             | 1,6%     |
| старообрядці                        | 8              | 0,2%     |
| адвентисти                          | 6              | 0,1%     |
| не релігійні                        | 4              | 0,1%     |
| лютерани (Аугсбурзького сповідання) | 1              | < 0,1%   |
| юдеї                                | 1              | < 0,1%   |
| не вказали релігію                  | 1              | < 0,1%   |